# Рытвины Миср
Рытвины Миср (англ. Misr Sulci) — система рытвин (рельеф из чередующихся борозд и кряжей) на поверхности спутника Сатурна — Энцелада.

## География
Примерные координаты — 18°00′ с. ш. 199°42′ з. д. / 18° с. ш. 199,7° з. д.. Максимальный размер структур составляет 109,8 км. Юго-восточнее от них находится аналогичная, но большая по размеру структура — рытвины Аль-Яман (ниже центра на изображении справа). На западе находится длинная борозда Самария. На севере расположено несколько крупных именных кратеров — 14-километровый кратер Моргиана, а также цепочка кратеров — Дуньязада, Шахразада и Аль-Хаддар.

## Эпоним
Названы в честь Мисра — арабского названия Египта, фигурирующего в сборнике арабских сказок Тысяча и одна ночь. Официальное название было утверждено Международным астрономическим союзом в 2010 году.